# Oșești - Bârzești
Oșești - Bârzești este o arie protejată (arie specială de conservare — SAC, sit de importanță comunitară — SCI) din România, desemnată în scopul protejării biodiversității și menținerii într-o stare de conservare favorabilă a florei spontane și faunei sălbatice, precum și a habitatelor naturale de interes comunitar aflate în arealul zonei de protecție. Aceasta este întinsă pe o suprafață de 1.443,3 ha, integral pe uscat.

## Localizare
Centrul sitului Oșești - Bârzești este situat la coordonatele 46°46′07″N 27°31′29″E / 46.768744°N 27.524853°E. Situl se întinde pe teritoriile administrative ale comunelor Cozmești, Oșești, Vulturești și Ștefan cel Mare din județul Vaslui.

## Înființare
Situl Oșești - Bârzești (ROSAC0330) a fost declarat sit de importanță comunitară în septembrie 2011 pentru a proteja 2 specii de animale. Situl a fost protejat și ca arie specială de conservare în mai 2022.

## Biodiversitate
Situată în ecoregiunea continentală, aria protejată nu include niciun habitat protejat.
La baza desemnării sitului se află mai multe specii protejate de  mamifere (2): dihor de stepă (Mustela eversmanii), popândău (Spermophilus citellus).
Pe lângă speciile protejate, pe teritoriul sitului a mai fost identificat orbetele răsăritean (Spalax graecus), o specie de mamifer aflată pe Lista roșie a IUCN, considerată a fi pe cale de dispariție (vulnerabilă).